# Phantom des großen Zeltes
Phantom des großen Zeltes ist ein im Zirkusmilieu spielender Kriminalfilm von Paul May mit René Deltgen und Angelika Hauff in den Hauptrollen.

## Handlung
Die Herren Rossi und Capelli sind Besitzer eines großen Zirkusunternehmens, arbeiten eng zusammen und haben dadurch beträchtlichen Erfolg. Einzig in ihrer Liebe zu der Löwendompteuse Dolores stehen sie in ausgesuchter Rivalität. Eines Tages wird Rossi von einem der Löwen angefallen, als er seiner zehnjährigen Tochter Lolita, die von allen nur „Lilly“ gerufen wird, zur Hilfe eilt. Dabei wird Rossi im Gesicht grässlich entstellt und gilt schließlich als tot. Für Capelli und Dolores, die inzwischen ein Paar geworden sind, markiert dieser Zwischenfall das Ende ihrer Beziehung, da man sich eine gewisse Mitschuld am Tod gibt. Um Lilly nicht vaterlos aufwachsen zu lassen, entscheidet sich Alfredo Capelli dazu, die Kleine zu adoptieren und zieht sie fortan wie seine eigene Tochter auf.
Jahre sind seit den schrecklichen Ereignissen vergangen. Den Zirkus wird seit einiger von einer Reihe unheimlicher Unfälle heimgesucht, die man getrost als Anschläge bezeichnen kann. Schon bald ist die Rede von einem Phantom, das unter dem großen Zirkuszelt sein finsteres Werk vollbringt. Trotz Einschaltens der Polizei, kann der Saboteur, der Verantwortliche für diese Ereignisse, nicht gefasst werden. Betroffen sind vor allem diejenigen Männer, die sich um die Gunst von Lolita „Lilly“ Capelli bemühen, die inzwischen zu einer schönen jungen Frau herangereift ist und sich einen Namen als Kunstreiterin aufgebaut hat. Bald wird die Atmosphäre von allgemeinem Misstrauen, Angst und gegenseitigen Unterstellungen geprägt. Schließlich führt die Spur zum Zirkusclown, den man nur mit seiner Maske kennt. Es ist niemand anderes als der schwer entstellte Rossi, dem nun sein Handwerk gelegt werden kann.

## Produktionsnotizen
Phantom des großen Zeltes, stofflich ein wenig an Das Phantom der Oper angelehnt, entstand Sommer/Herbst 1954 in den CCC-Filmstudios Artur Brauners sowie auf dem Zirkusgelände (Außenaufnahmen) von Berlin-Spandau. Die Uraufführung fand am 21. Dezember 1954 in Hannover statt. In Österreich lief der Film am 25. März 1955 an.
Die Produktionsleitung lag in den Händen von Erich Holder, für die Filmbauten waren Hanns H. Kuhnert und Theo Zwierski zuständig.
Für die beiden Hauptdarsteller Deltgen und Hauff war dies bereits das zweite Aufeinandertreffen in einem Zirkusfilm. 1943 feierten beide Künstler einen großen Erfolg in Arthur Maria Rabenalts Inszenierung Zirkus Renz.

## Kritiken
„Ein durchschnittlicher Zirkusfilm, eine holperige Kriminalgeschichte und ein – wider Willen heiteres – Gruselstück. Auch gute Schauspieler, wie Ilse Steppat und Hans Christian Blech, können da unter der unentschlossenen Regie von Paul May (‚08/15‘) nicht viel helfen.“

Paimann’s Filmlisten resümierte: „Manegefilm mit gewohntem Requisit (Zirkusnummern), der mangels dramaturgischer Durcharbeitung (Dialoge) und kaum nahtloser Verquickung von Schauspielern u. Artisten ebenso der inneren Spannung wie der Zirkusatmosphäre ermangelt und sich … lediglich als ganz wirksamer Nervenkitzel für Freunde des Genres erweist.“

„Klischeereicher Kriminal- und Gruselfilm im Zirkusmilieu.“